# Semestene
Semestene (sardinsky: Semèstene) je italská obec (comune) v provincii Sassari v regionu Sardinie. Nachází se ve výšce 405 metrů nad mořem a má 130 obyvatel. Rozloha obce je 39,58 km².